# Sabruneta
Sabruneta fou una masia del terme municipal de Moià, al Moianès. Està situada a l'extrem sud del terme de Moià, a 646,3 metres d'altitud. Les seves ruïnes són a l'extrem meridional del Solà de Sabruneta i de la Serra de la Moretona, a la dreta de la riera de l'Om. És al nord-oest de la masia de Serramitja.